# Biaudos
Biaudos [bjodɔs] est une commune française située dans le département des Landes en région Nouvelle-Aquitaine.
Le gentilé est Biaudossais.

## Géographie

### Localisation
Commune de l'aire d'attraction de Bayonne située dans le Pays de Gosse.

### Communes limitrophes
Les communes limitrophes sont  Biarrotte, Saint-André-de-Seignanx, Saint-Barthélemy, Saint-Laurent-de-Gosse et Saint-Martin-de-Hinx.
|                         | Saint-Martin-de-Hinx |                        |
| Saint-André-de-Seignanx | Biaudos              | Biarrotte              |
|                         | Saint-Barthélemy     | Saint-Laurent-de-Gosse |

### Lieudits et hameaux
Deux quartiers composent la commune de Biaudos :
- le Château ;
- Gurgue.

### Climat
Pour des articles plus généraux, voir Climat de la Nouvelle-Aquitaine et Climat des Landes.
Historiquement, la commune est exposée à un micro climat océanique basque.  
En 2020, Météo-France publie une typologie des climats de la France métropolitaine dans laquelle la commune est dans une zone de transition entre le climat océanique et le climat de montagne et est dans la région climatique  Pyrénées atlantiques, caractérisée par une pluviométrie élevée (>1 200 mm/an) en toutes saisons, des hiver très doux (7,5 °C en plaine) et des vents faibles.
Pour la période 1971-2000, la température annuelle moyenne est de 13,7 °C, avec une amplitude thermique annuelle de 13,3 °C. Le cumul annuel moyen de précipitations est de 1 377 mm, avec 12,8 jours de précipitations en janvier et 8,2 jours en juillet. Pour la période 1991-2020, la température moyenne annuelle observée sur la station météorologique la plus proche, située sur la commune de Saint-Martin-de-Hinx à 4 km à vol d'oiseau, est de 14,2 °C et le cumul annuel moyen de précipitations est de 1 410,1 mm,. Pour l'avenir, les paramètres climatiques de la commune estimés pour 2050 selon différents scénarios d’émission de gaz à effet de serre sont consultables sur un site dédié publié par Météo-France en novembre 2022.

## Urbanisme

### Typologie
Au 1er janvier 2024, Biaudos est catégorisée commune rurale à habitat dispersé, selon la nouvelle grille communale de densité à sept niveaux définie par l'Insee en 2022.
Elle est située hors unité urbaine. Par ailleurs la commune fait partie de l'aire d'attraction de Bayonne (partie française), dont elle est une commune de la couronne,. Cette aire, qui regroupe 56 communes, est catégorisée dans les aires de 200 000 à moins de 700 000 habitants,.

### Occupation des sols

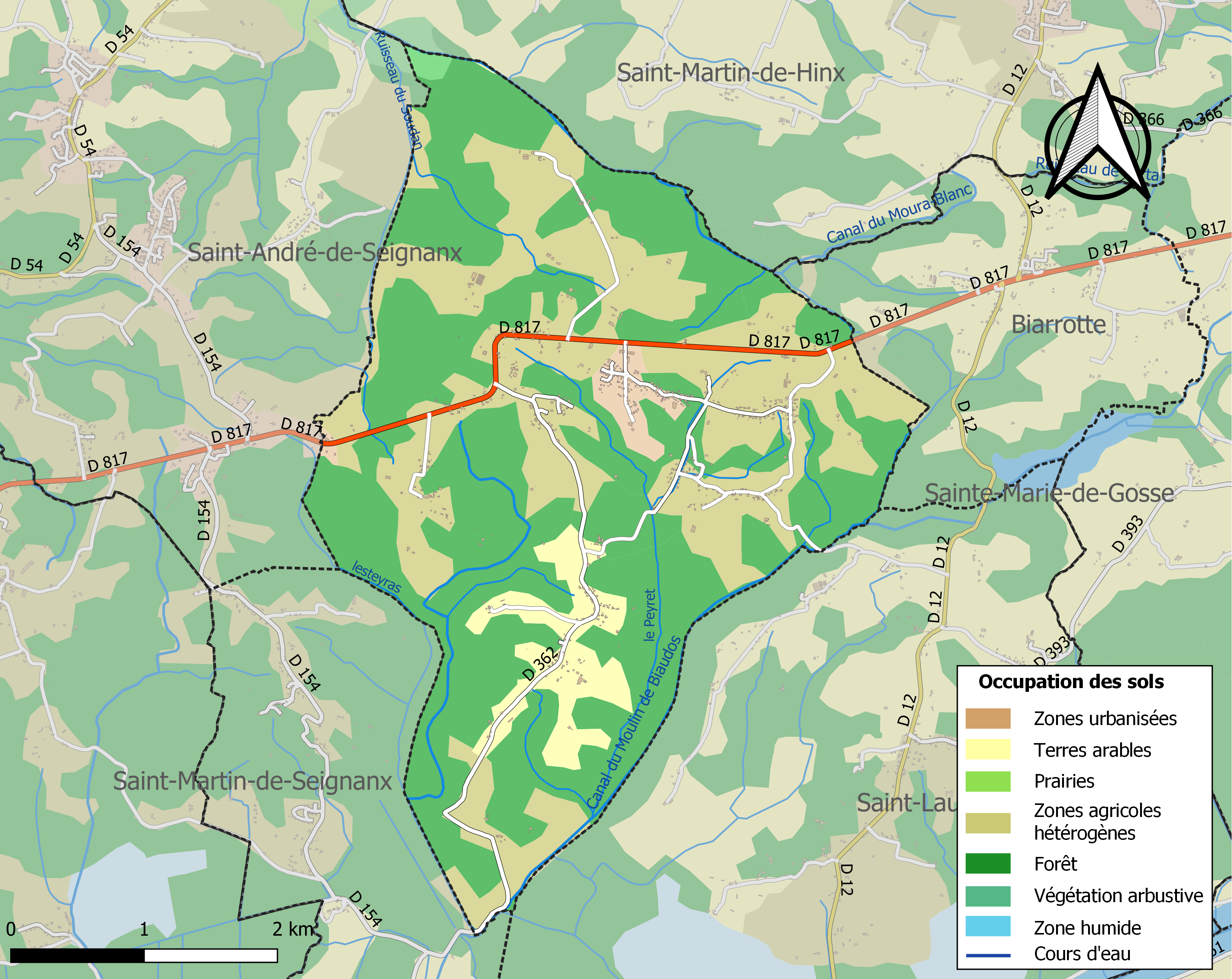
Carte des infrastructures et de l'occupation des sols de la commune en 2018 (CLC).

L'occupation des sols de la commune, telle qu'elle ressort de la base de données européenne d’occupation biophysique des sols Corine Land Cover (CLC), est marquée par l'importance des forêts et milieux semi-naturels (57,2 % en 2018), en diminution par rapport à 1990 (61,5 %). La répartition détaillée en 2018 est la suivante : forêts (56,9 %), zones agricoles hétérogènes (35,2 %), terres arables (5,6 %), zones urbanisées (2 %), milieux à végétation arbustive et/ou herbacée (0,3 %). L'évolution de l’occupation des sols de la commune et de ses infrastructures peut être observée sur les différentes représentations cartographiques du territoire : la carte de Cassini (XVIIIe siècle), la carte d'état-major (1820-1866) et les cartes ou photos aériennes de l'IGN pour la période actuelle (1950 à aujourd'hui).

### Risques majeurs
Le territoire de la commune de Biaudos est vulnérable à différents aléas naturels : météorologiques (tempête, orage, neige, grand froid, canicule ou sécheresse), inondations, feux de forêts, mouvements de terrains et séisme (sismicité modérée). Un site publié par le BRGM permet d'évaluer simplement et rapidement les risques d'un bien localisé soit par son adresse soit par le numéro de sa parcelle.
Certaines parties du territoire communal sont susceptibles d’être affectées par le risque d’inondation par débordement de cours d'eau. La commune a été reconnue en état de catastrophe naturelle au titre des dommages causés par les inondations et coulées de boue survenues en 1983, 1988, 1995, 1999 et 2009,.
Biaudos est exposée au risque de feu de forêt. Depuis le 20 avril 2016, les départements de la Gironde, des Landes et de Lot-et-Garonne disposent d’un règlement interdépartemental de protection de la forêt contre les incendies. Ce règlement vise à mieux prévenir les incendies de forêt, à faciliter les interventions des services et à limiter les conséquences, que ce soit par le débroussaillement, la limitation de l’apport du feu ou la réglementation des activités en forêt. Il définit en particulier cinq niveaux de vigilance croissants auxquels sont associés différentes mesures,.
Les mouvements de terrains susceptibles de se produire sur la commune sont des tassements différentiels.

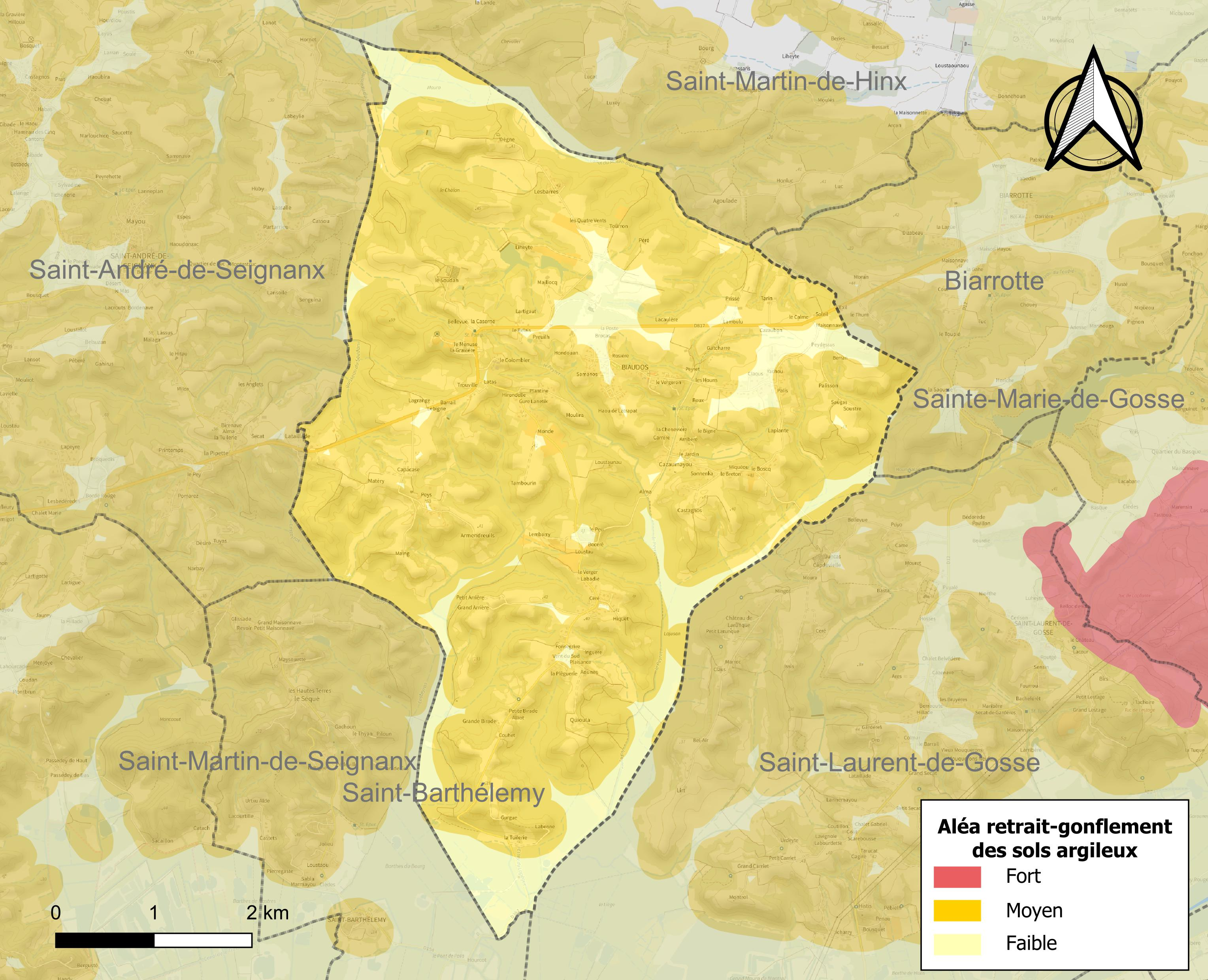
Carte des zones d'aléa retrait-gonflement des sols argileux de Biaudos.

Le retrait-gonflement des sols argileux est susceptible d'engendrer des dommages importants aux bâtiments en cas d’alternance de périodes de sécheresse et de pluie. 86,8 % de la superficie communale est en aléa moyen ou fort (19,2 % au niveau départemental et 48,5 % au niveau national). Sur les 361 bâtiments dénombrés sur la commune en 2019,  314 sont en aléa moyen ou fort, soit 87 %, à comparer aux 17 % au niveau départemental et 54 % au niveau national. Une cartographie de l'exposition du territoire national au retrait gonflement des sols argileux est disponible sur le site du BRGM,.
Concernant les mouvements de terrains, la commune a été reconnue en état de catastrophe naturelle au titre des dommages causés par la sécheresse en 2003 et par des mouvements de terrain en 1983 et 1999.

## Toponymie
Son nom occitan gascon est Biudòs.

## Histoire
Les seigneurs de Biaudos de Castéja, connus dès le XIVe siècle, sont mentionnés en 1481. Napoléon III aurait séjourné au château Monplaisir. En juin 1940, la commune accueille la légation de Hongrie du 22 juin 1940 au 26 juin 1940. Vestiges préhistoriques et antiques.

### Héraldique
| Blason de Biaudos | Blason  | Écartelé d'or au lion de gueules,et d'argent à trois merlettes de sable. |
| Blason de Biaudos | Détails | Le statut officiel du blason reste à déterminer.                         |

## Politique et administration
| Période                                  | Période  | Identité          | Étiquette | Qualité                                                                     |
| ---------------------------------------- | -------- | ----------------- | --------- | --------------------------------------------------------------------------- |
| 1977                                     | 2001     | Arsène Lafourcade | PS        | Retraité de l'enseignement                                                  |
| mars 2001                                | En cours | Jean-Marc Larre   | PS        | Infirmier DE Président de la communauté de communes du Seignanx (2008-2014) |
| Les données manquantes sont à compléter. |          |                   |           |                                                                             |

## Démographie
| 1793 | 1800 | 1806 | 1821 | 1831 | 1836 | 1841 | 1846 | 1851 |
| ---- | ---- | ---- | ---- | ---- | ---- | ---- | ---- | ---- |
| 571  | 612  | 694  | 748  | 803  | 826  | 834  | 844  | 866  |

| 1856 | 1861 | 1866 | 1872 | 1876 | 1881 | 1886 | 1891 | 1896 |
| ---- | ---- | ---- | ---- | ---- | ---- | ---- | ---- | ---- |
| 801  | 819  | 876  | 831  | 882  | 874  | 820  | 804  | 772  |

| 1901 | 1906 | 1911 | 1921 | 1926 | 1931 | 1936 | 1946 | 1954 |
| ---- | ---- | ---- | ---- | ---- | ---- | ---- | ---- | ---- |
| 725  | 702  | 691  | 636  | 637  | 600  | 566  | 624  | 578  |

| 1962 | 1968 | 1975 | 1982 | 1990 | 1999 | 2006 | 2011 | 2016 |
| ---- | ---- | ---- | ---- | ---- | ---- | ---- | ---- | ---- |
| 530  | 457  | 430  | 474  | 544  | 636  | 704  | 837  | 884  |

| 2021 | 2022  | - | - | - | - | - | - | - |
| ---- | ----- | - | - | - | - | - | - | - |
| 988  | 1 022 | - | - | - | - | - | - | - |

Biaudos est une commune à forte identité rurale qui a atteint 900 habitants au début du XXe siècle. Progressivement, du fait de l'exode rural dû aux petites exploitations agricoles, Biaudos a régressé à son plus faible niveau démographique en 1962 avec 384 habitants. Ce phénomène est dû également à l'afflux de travail dans les villes de Bayonne et de Tarnos et à l'attrait de la vie en ville, réputée à l'époque plus attrayante.
Biaudos doit faire face maintenant à un important enjeu démographique lié, entre autres, à la situation de la saturation foncière de l'agglomération bayonnaise et au phénomène de rurbanisation. Incluse dans l'aire urbaine de Bayonne, la commune de Biaudos accueille les personnes désirant résider sur leur bassin d'emploi.

## Culture locale et patrimoine

### Lieux et monuments
Architecture civile :
- Le Château de Biaudos XVIIIe, de style Renaissance : parc, pièces d'eau, plantations (SC).
- L'ancienne gendarmerie XVIIIe, au village.
- La Tuilerie, curieux château mauresque 1860, bâti à côté d'une ancienne tuilerie, C.A.T. Le Colombier.

Architecture sacrée :
- L'Église Saint-Pierre de Biaudos ogivale, construite sans doute sous l'occupation anglaise : clocher à arcades, tour circulaire ; nef gothique XIIIe/XVe ; abside avec chapiteaux feuillagés, clé de voûte, culots à figures humaines ; cimetière.

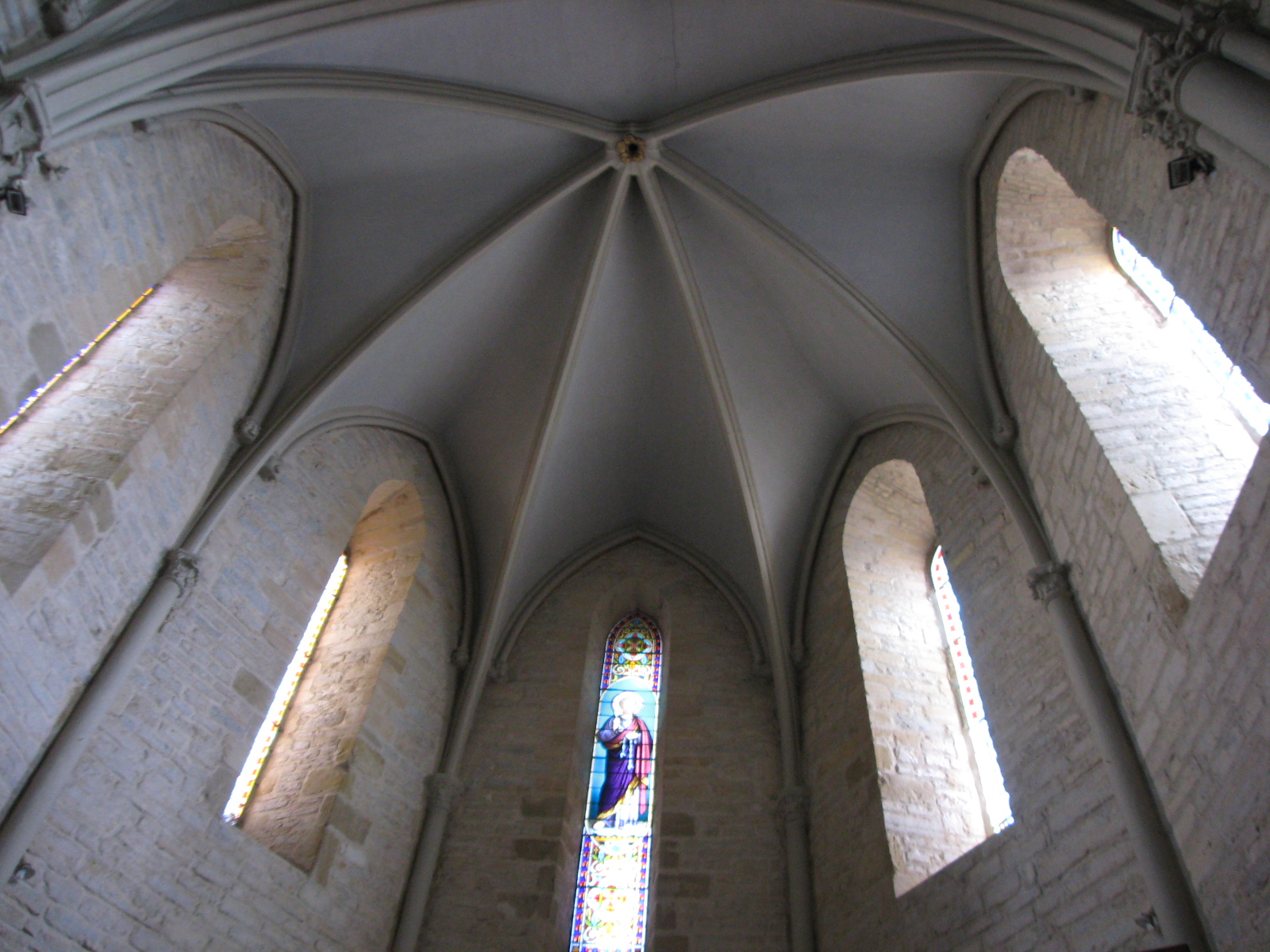
L'église de Biaudos

### Personnalités liées à la commune
- Fernand Secheer (1908-1988), homme politique français

### Biaudos et le cinéma
Le château de Biaudos a servi de lieu de tournage pour le film d'André Téchiné Hôtel des Amériques avec Catherine Deneuve et Patrick Dewaere en 1981.